# Oficial náutico
Um oficial náutico é um profissional pertencente ao escalão dos oficiais da carreira de pessoal de convés da marinha mercante. Conforme a sua categoria, a bordo de um navio, um oficial náutico pode exercer as funções de comandante, de imediato ou de oficial chefe de quarto de navegação (OCQN).
Os membros da carreira de oficial náutico podem também ser designados como "oficiais de náutica", "oficiais de pilotagem", "oficiais pilotos" ou "pilotos". Alguns casos podem também ser designados "oficiais de convés", mas, nos casos em que a secção do convés inclui também os oficiais radiotécnicos e médicos, aquele termo também abrange estes. Nas marinhas mercantes de alguns países, os oficiais náuticos são designados "timoneiros", "oficiais de navegação" ou simplesmente "oficiais". Nas marinhas mercantes dos países de língua inglesa, os oficiais náuticos são conhecidos como "mates" (termo derivado, provavelmente, de "master", significando "mestre").
Dependendo da sua função a bordo, um oficial náutico é responsável pelas áreas da navegação, da manobra, da estiva, dos equipamentos de salvamento, da limpeza e manutenção do casco e conveses e da operação geral da embarcação. Em embarcações à vela, também é responsável pela operação e manutenção do velame. Nalgumas embarcações também pode competir aos oficiais náuticos a operação das telecomunicações e a supervisão dos serviços de saúde e de câmaras de bordo.
O oficial náutico que exerce a função de comandante de um navio - além das suas responsabilidades específicas decorrentes de ser o oficial de maior categoria da secção de convés - é a mais alta autoridade a bordo, superintendendo também na secção de máquinas e em todos os outros serviços e assuntos da embarcação.

## Formação e carreira
Para se tornar um oficial náutico, uma pessoa tem que frequentar um curso superior de pilotagem, de náutica ou equivalente, que cumpra as normas legais de cada país e que cumpra os requisitos internacionais estabelecidos pela STCW (Convenção Internacional sobre Normas de Formação, de Certificação e de Serviço de Quartos para os Marítimos). No Brasil, este curso é ministrado no CIABA (Centro de Instrução Almirante Bráz de Aguiar) em Belém e o CIAGA (Centro de Instrução Almirante Graça Aranha) no Rio de Janeiro. Em Portugal, este curso é ministrado pela Escola Superior Náutica Infante D. Henrique em Paço d'Arcos.
Depois de aprovação no curso, o candidato a oficial náutico tem que embarcar durante um ano, como praticante, sob a orientação de um oficial de categoria superior, findo o qual se torna oficial da marinha mercante. A evolução posterior na carreira terá a ver com o tempo de embarque, com as funções desempenhadas e com o tipo de navios tripulado.
Em Portugal os oficiais náuticos pertencem à carreira de oficial de pilotagem com as seguintes categorias: praticante de piloto, piloto de 2ª classe, piloto de 1ª classe e capitão da marinha mercante. Além destas, ainda se mantém as categorias de piloto-pescador e de capitão-pescador atribuídas a oficiais náuticos com determinada experiência de embarque em navios de pesca.
No Brasil, a carreira de oficial de náutica inclui os seguintes níveis: praticante de náutica, 2º oficial de náutica, 1º oficial de náutica, capitão de cabotagem e capitão de longo curso.

## Funções a bordo
A bordo de um navio, um oficial náutico pode exercer as funções de comandante, de imediato ou de oficial de quarto de navegação.

### Comandante
O comandante ou capitão de um navio é o oficial náutico de maior categoria a bordo. O comandante, além de manter as suas competências específicas como chefe dos serviços náuticos da embarcação, também é responsável por coordenar os restantes serviços e departamentos do navio, assegurando as melhores condições de operacionalidade, rentabilidade e segurança, de acordo com a política global do armador e os regulamentos marítimos nacionais e internacionais.
Os maiores navios de longo curso são, normalmente, comandandados por oficiais náuticos da categoria mais elevada (capitão da marinha mercante em Portugal e capitão de longo curso no Brasil). No entanto, outros navios podem ser comandados por oficiais náuticos de menor categoria. Assim, por exemplo, na Marinha Mercante Portuguesa, os pilotos de 1ª classe podem comandar navios de comércio de arqueação bruta inferior a 3000 e os pilotos de 2ª classe podem comandar navios de comércio de arqueação bruta inferior a 1000.

### Imediato
O imediato é o oficial náutico de categoria imediatamente inferior à do comandante. Na prática é o responsável pelo serviço corrente do convés. Compete ao imediato coadjuvar o comandante no serviço náutico e subtsituí-lo nos seus impedimentos.

### Oficial de quarto de navegação

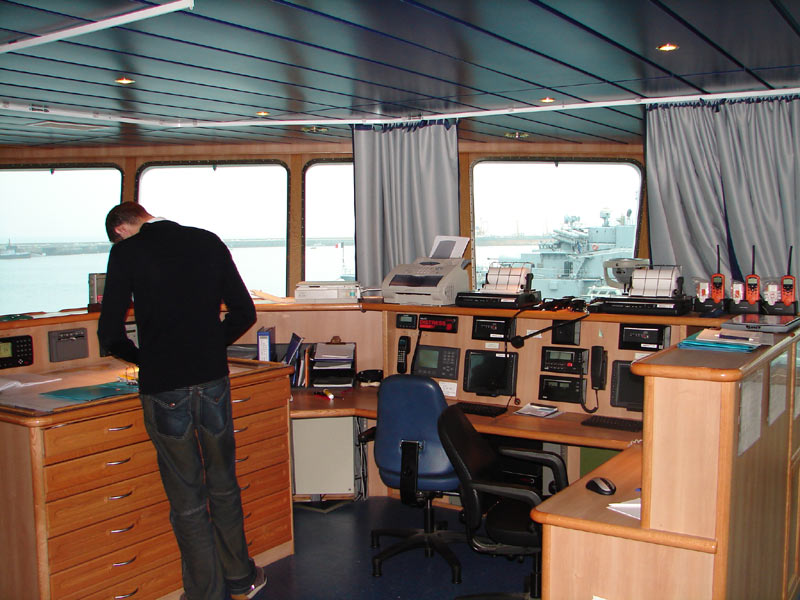
Oficial náutico no posto de navegação do navio de combate à poluição Argonaute.

Os oficiais náuticos da tripulação de um navio que não desempenhem a função de comandante ou de imediato são, hoje em dia e de acordo com a STCW, genericamente designados "oficiais responsáveis por um quarto de navegação (oficialmente  "oficiais chefes de quarto de navegação (OCQN)" em Portugal e "oficiais de quarto de navegação" no Brasil), uma vez que a sua tarefa principal a bordo é a de dirigirem os serviços náuticos de uma embarcação durante o período de um quarto de navegação.
A função de oficial de quarto de navegação é, normalmente, exercida por um oficial náutico da categoria profissional menos elevada (piloto de 2ª classe em Portugal e 2º oficial de náutica no Brasil). Em grande navios, pode, no entanto, ser desempenhada por um oficial de categoria mais elevada.
Antes da revisão de 1995 da STCW, era comum os oficiais náuticos subordinados ao imediato do navio estarem divididos em várias categorias hierárquicas a bordo. Assim, por exemplo na Marinha Mercante Portuguesa, a bordo de um navio poderiam existir um 1º piloto, um ou dois 2ºs pilotos e um ou mais 3ºs pilotos. Essa divisão hierárquica ainda é mantida, por exemplo, nas marinhas mercantes do Reino Unido e dos EUA onde, subordinados ao chief mate (imediato), podem existir o first mate, os second mates e os third mates.
A principal responsabilidade de um oficial de quarto de navegação é, justamente, a de chefiar os serviços correntes de convés, em navegação ou no porto, enquanto dura o seu quarto. Durante o seu quarto, o oficial, por delegação do comandante, dá as instruções sobre as operações a executar no cotidiano do navio e assegura as tarefas inerentes e constantes à regulamentação nacional e internacional aplicável. Em navegação, o oficial de quarto assume a responsabilidade pela segurança, supervisiona os meios humanos do navio, assegura as tarefas administrativas da secção do convés e garante os meios de salvamento. No porto, o oficial de quarto acompanha as operações de carga, de estiva e de descarga e estabelece a ligação entre o navio e as autoridades, fornecendo-lhes a documentação devida.
Além das suas tarefas específicas como chefe de um quarto de navegação, dentro da organização do navio podem ser atribuídas a um oficial de quarto funções específicas a bordo, algumas das quais dependem da sua devida certificação para as desempenhar. Assim, um oficial de quarto pode ser designado como o navegador, o responsável pelo serviço de saúde (se não existir médico a bordo), o responsável pela higiene e segurança ou o responsável pela limpeza dos tanques. Se certificado para tal, o oficial de quarto pode desempenhar a função de operador de rádio do GDMSS (Sistema Global de Emergência e Segurança Marítima).

## Distintivos dos oficiais náuticos
Contrariamente ao que acontece nas marinhas de guerra, os oficiais da marinha mercante da maioria dos países, quando uniformizados, usam distintivos ou insígnias que identificam a sua função e hierarquia a bordo e não o seu nível ou categoria profissional. O sistema de distintivos hierárquicos dos oficiais náuticos das marinhas mercantes de quase todos os países são muito semelhantes, baseando-se em galões dourados usados nas mangas ou nas platinas dos uniformes. O comandante tem normalmente quatro galões, sendo que os restantes oficiais têm um número menor, que vai diminuindo dos níveis hierárquicos superiores para as inferiores. Frequentemente são usados emblemas sobre o galão superior (âncoras, estrelas, etc.) ou este forma um óculo. Genericamente, o sistema de distintivos das diversas marinhas mercantes é muito semelhante ao apresentado abaixo:

Comandante
Imediato ou 1º oficial
2º oficial
3º oficial
Praticante